# Kong (rijeka)
Rijeka Kong, također poznata kao Xe Kong ili Se Kong ( lao : ເຊກອງ Se Kong, ( kmerski : សេកុង (službeno) ili ស្រែគង្គ (khmerizacija)), vijetnamski : sông Sê Kông je a rijeka u jugoistočnoj Aziji . Rijeka izvire u pokrajini Thừa Thiên–Huế u središnjem Vijetnamu i teče 480 km kroz južni Laos i istočnu Kambodžu. Ulijeva se u rijeku Mekong u blizini grada Stung Treng u Kambodži. Dio njezina toka čini međunarodnu granicu između Laosa i Kambodže.

## Pritoci
- Xe Kaman